# OutRun Online Arcade
OutRun Online Arcade es un videojuego de carreras y el lanzamiento más reciente de la serie OutRun. Fue desarrollado por Sumo Digital y publicado por Sega. El juego fue lanzado el 15 de abril de 2009 en Xbox Live Arcade y lanzado exclusivamente en Europa para PlayStation 3 un día después a través de PlayStation Network. El juego consiste en que los jugadores compitan con el Ferrari de su elección a través de una selección de quince etapas en el menor tiempo posible.
El juego fue bastante bien recibido por la crítica. Los críticos en general sintieron que el juego era una adaptación fiel de la serie de juegos OutRun 2. Los gráficos mejorados de alta definición también fueron elogiados. Los críticos sintieron que el juego valía el precio, pero algunos sintieron que faltaba la cantidad de contenido disponible considerando los autos y escenarios disponibles en los otros títulos de la serie. OutRun Online fue retirado de PlayStation Network en octubre de 2010 y de Xbox Live Arcade en diciembre de 2011 debido a la expiración de su contrato con Ferrari.

## Jugabilidad
En OutRun Online Arcade, el jugador conduce un automóvil desde una perspectiva trasera en tercera persona para correr a través de una selección de quince etapas. Al final de cada etapa, al jugador se le presenta una bifurcación en el camino que le permite elegir una de dos etapas. La ruta de la izquierda presenta una etapa más fácil, mientras que la derecha ofrece un desafío mayor. El juego cronometra el desempeño del jugador y pasar por los puntos de control le otorga al jugador tiempo extra. Una vez que el cronómetro llega a cero o el jugador completa la carrera, el juego termina.

OutRun Online Arcade presenta cuatro modos de juego: OutRun, Time Attack, Carrera continua y Heart Attack. En el modo OutRun, el jugador recorre cinco de quince etapas, seleccionándolas en el camino. El modo Continuo es similar al modo OutRun, pero en cambio el jugador debe conducir a través de las quince etapas. Como en juegos anteriores de la serie, hay un límite de tiempo que se amplía al pasar los puntos de control. El modo Contrarreloj hace que el jugador corra con un coche fantasma Ghost (videojuego) sobre un conjunto preseleccionado de etapas mientras está cronometrado. Los controles de tiempo se presentan al jugador en varios puntos de cada etapa.
El modo Heart Attack es una expansión del modo OutRun. Además de intentar completar ciertas etapas, un pasajero que viaje en el vehículo del jugador frecuentemente solicitará ciertas acrobacias y acciones. Estas solicitudes pueden incluir adelantar coches, derrapar Drifting (motorsport) en las curvas, conducir por carriles marcados, derribar conos y evitar chocar contra objetos durante el mayor tiempo posible. Si tiene éxito, el jugador recibe corazones del pasajero. Chocar contra el escenario hace que el jugador pierda corazones. Al final de cada sección y etapa, el jugador es calificado según la cantidad de corazones recibidos. Si el jugador alcanza una meta con una calificación satisfactoria, se muestra un final romántico.
Los jugadores también pueden competir en carreras multijugador con hasta seis jugadores. El jugador anfitrión puede ajustar las opciones de la carrera, incluida la capacidad de alternar colisiones de vehículos, aumentar la velocidad para permitir que los jugadores más lentos alcancen y configurar el rendimiento del vehículo en normal o ajustado. Las tablas de clasificación en línea también están presentes en el juego, divididas por modo de juego, configuración de rendimiento del vehículo y etapa de conducción.

## Desarrollo
Basado parcialmente en OutRun 2006: Coast 2 Coast, el juego contiene los quince recorridos de OutRun 2 SP y diez Ferrari con licencia oficial. OutRun Online Arcade también admite juegos cara a cara en línea para seis jugadores, así como gráficos de alta definición. Para promocionar el juego, Sega Europa organizó un concurso en el que el ganador de una carrera recibiría un viaje a Maranello, Italia, donde se fabrican los Ferrari. El juego fue lanzado para Xbox 360 el 15 de abril de 2009 y fue parte de la promoción Days of Arcade de Microsoft. El lanzamiento de PlayStation 3 siguió un día después, exclusivo para la región europea.
El lanzamiento fue antes de que Microsoft aumentara el tamaño máximo de los títulos de Xbox Live Arcade a 2gigabytes, lo que sucedería más adelante ese otoño. Debido a esto, el desarrollador Sumo Digital solo tenía 350megabytes para colocar el juego. Para ajustar el juego a las restricciones de tamaño, se eliminaron del juego varios elementos de OutRun 2006: Coast 2 Coast, incluidos los quince escenarios originales de OutRun 2, varios coches y La elección del pasajero por parte del jugador. Los revisores especularon que el desarrollador publicaría contenido adicional, recuperando parte del contenido perdido como contenido descargable. Sin embargo, hasta la fecha no se ha publicado ningún contenido descargable. El juego se eliminó de PlayStation Network en octubre de 2010, y la versión de Xbox Live Arcade estaba programada para eliminarse en diciembre de 2011. Sega explicó que la retirada del título se debió a "la expiración del contrato con Ferrari".

## Recepción
En el momento de su lanzamiento, OutRun Online Arcade recibió "críticas generalmente favorables" en ambas plataformas según el sitio web agregación de reseñas Metacritic.
Las impresiones generales de los críticos sobre el juego fueron positivas. GamePro destacó el alto valor de repetición y el precio razonable del juego. IGN comparó favorablemente el juego con el Out Run original de 1986, y agregó que era una gran opción si "estás buscando perder unas horas derrapando". La mayoría de los críticos coincidieron en elogiar la jugabilidad estilo arcade de OutRun Online Arcade. En general, apreciaron las resoluciones HD y otras mejoras gráficas realizadas en el motor OutRun 2. GameRevolution calificó el juego y su importación europea de PS3 como "uno de los juegos 3D más atractivos de Xbox Live Arcade y PlayStation Network", citando mejoras gráficas en los autos además del nuevo destello de lente y floración de luz.
Algunos críticos se quejaron de componentes multijugador defectuosos. VideoGamer.com consideró que faltaba la parte en línea considerando la inclusión de la palabra en línea en el título del juego. 1Up.com señaló que aunque el juego valía la pena, hubieran preferido pagar un precio más alto para tener juegos adicionales. contenido y una experiencia en línea más estable. GameRevolution también expresó su decepción por el hecho de que los modos de juego y los autos de OutRun 2 y OutRun 2006 fueron excluidos. del juego.
El juego ocupó el primer lugar en ventas en Xbox Live Arcade durante las dos semanas posteriores a su lanzamiento y cayó al séptimo lugar durante la tercera semana.